# Йохан фон Блуменек
Йохан фон Блуменек (на немски: Johann von Blumeneck; † 1384) е благородник от род Блуменек от Шварцвалд в Баден-Вюртемберг.
Той е син на Хайнрих фон Блуменек († сл. 16 март 1374) и съпругата му Уделхилд фон Фюрстенберг († сл. 23 юли 1373), дъщеря на Готфрид фон Фюрстенберг-Филинген († 1341) и Анна фон Монфор († 1373), дъщеря на граф Хуго IV фон Монфор-Фелдкирх († 1310) и Анна фон Феринген († сл. 1320). Внук е на Йохан фон Блуменек († 1329).
Фамилията Блуменек построява ок. 1280 г. резиденцията си замък Блумберг, който през Тридесетгодишната война е разрушен от французите на 4 май 1644 г.

## Фамилия
Йохан фон Блуменек се жени 1355 или 1357 г. за Маргарета Малтерер (погребана на 16 март 1384), сестра на Мартин Малтерер († 9 юли 1386 при Земпах), дъщеря на финанциера Йоханес Малтерер, „кунцилман“ на Фрайбург († 15 или 17 февруари 1360) и съпругата му Гизела фон Кайзерсберг († 22 декември 1381). Те имат една дъщеря:
- Гизела фон Блуменек († сл. 1404), омъжена за Хартунг фом Хуз фон Витенхайм († сл. 1404; родители на:[4]
  - Маргарета фом Хуз фон Витенхайм († 4 декември 1424), омъжена за Валтер II фон Андлау, господар на Бутенхайм († 1 януари/3 март 1433)